# Sønderballe Hoved
Sønderballe Hoved är en udde i Danmark.   Den ligger i Haderslev kommun i  Region Syddanmark, i den södra delen av landet, 200 km väster om Köpenhamn. Närmaste större samhälle är Åbenrå, 11 km sydväst om Sønderballe Hoved. 